# Teatro a la italiana

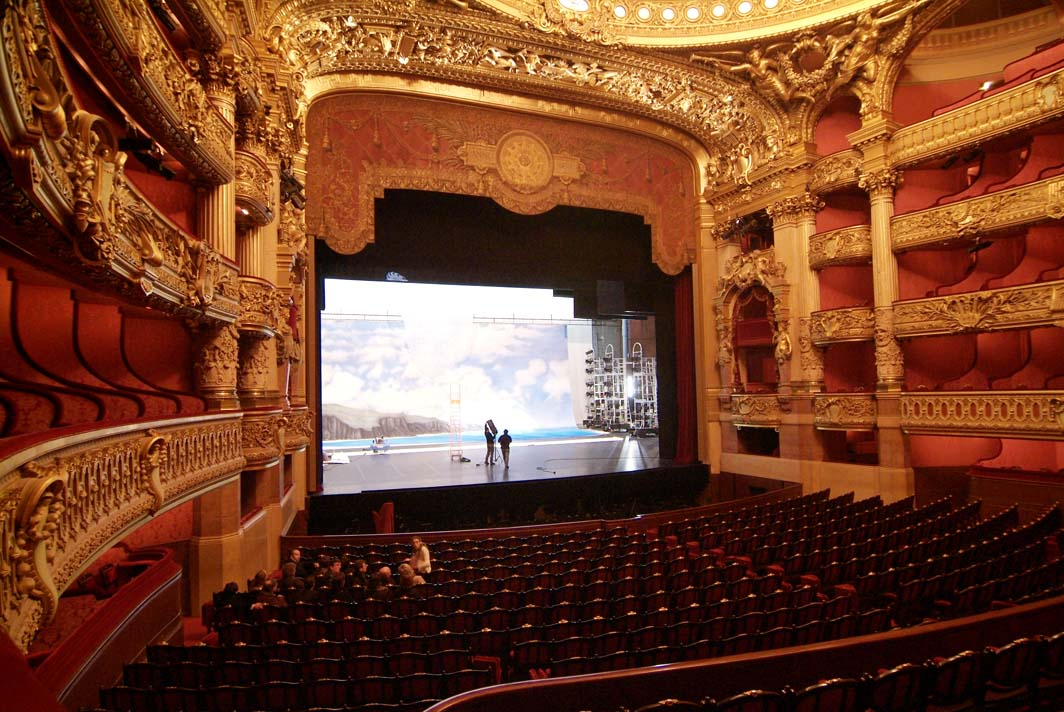
Clásico teatro a la italiana. Ópera Garnier, París, Francia.

Teatro a la italiana es el modelo que, dentro de la estructura del edificio teatral, presenta el espacio escénico en relación con el espacio del público siguiendo las pautas establecidas por el Teatro Farnese construido en Parma en el siglo XVII (1618). En su esquema básico, los locales que responden al modelo del teatro a la italiana disponen de un escenario separado por el arco del proscenio o embocadura de una sala, espacio con forma de herradura ocupado por los espectadores, distribuidos en un patio de butacas y uno o varios anfiteatros y palcos a distintos niveles e inclinación variable.

## Origen y estructura
El recinto teatral "a la italiana" tuvo su precedente en el corral de comedias y su alternativa en el modelo del teatro isabelino.
También se llaman "teatros a la italiana", a aquellos espacios de representación en los que puede aplicarse el concepto de la "cuarta pared", aportado al teatro naturalista por André Antoine.

### Elementos del escenario a la italiana
- Proscenio: es la zona más cercana al público.
- Arco de embocadura, que separa el escenario de la sala.
- Escenario o escena.
- "Hombros": los laterales del escenario.
- "Chácena": la trasera del escenario.
- Foso: bajo el escenario, dispone de "trampas" -maderas sueltas o trampas en la superficie- para que aparezcan y desaparezcan objetos, personas, etc.
- Contrafoso: debajo del foso a modo de sótano, sirve de almacén.
- "Puente de amarre" y "balcones" laterales: para manipular tiros y barras.
- "Peine": estructura de acceso en lo alto de la caja escénica a poleas y tiros.
- Camerinos: habitaciónes privadas para los artistas e intérpretes.
- Cabinas técnicas y de control: espacio de trabajo para los iluminadores y los técnicos de sonido.
- Platea o patio de butacas.
- Telas y telares:
  - Telón: tela o telas que tapan el escenario, con capacidad para abrirse y cerrarse a elección.
  - Bambalinón: tela horizontal que constituye la parte superior de la embocadura del escenario, generalmente de altura ajustable.
  - Bambalinas: telas negras horizontales en la parte superior del escenario para ocultar los focos.
  - "Patas": telas negras verticales a los lados del escenario para ocultar a los actores u otros elementos de utilería.
  - "Telón de fondo": tela que cubre la chácena o la pared del fondo del escenario.

## Evolución del modelo "a la italiana"
Tres siglos separan el viejo Teatro Farnese del conjunto teatral del edificio del Teatro Argentino de La Plata. La evolución del modelo italiano, sometida siempre al esquema básico de la presentación y distribución del escenario y la sala, separados por la embocadura, puede apreciarse de un modo parcial en estos ejemplos: 

widths=
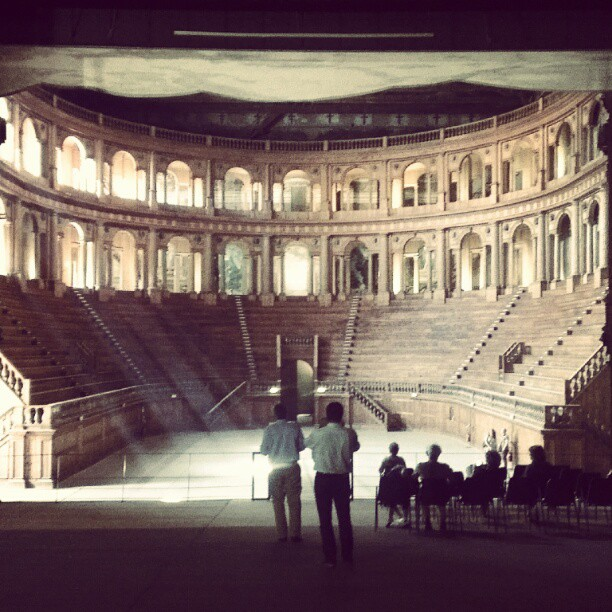
Vista desde el escenario del anfiteatro del Teatro Farnese de Parma (1618), la referencia más primitiva del modelo arquitectónico y escenográfico italiano o "a la italiana".
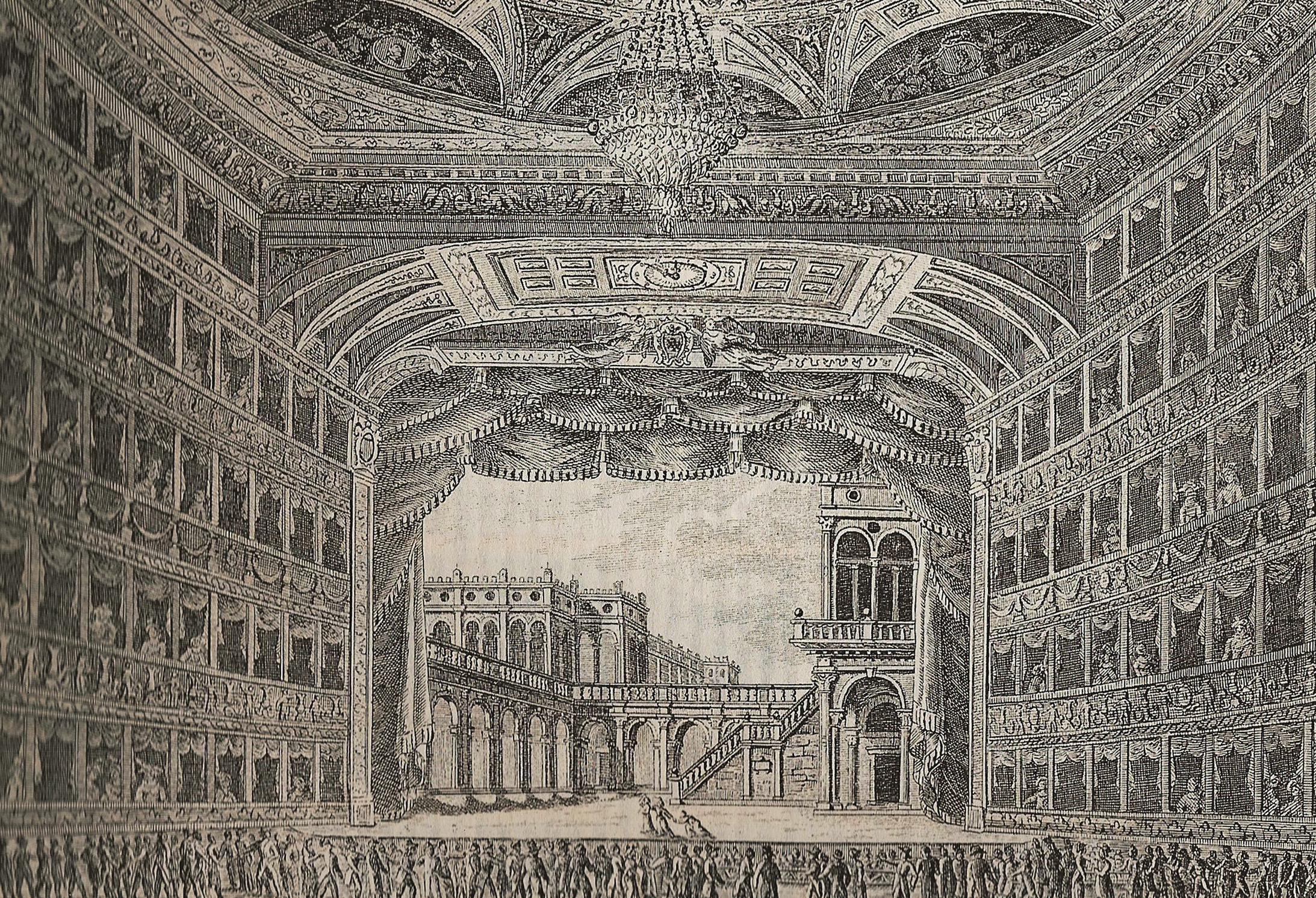
Teatro La Fenice, clásico modelo a la italiana, inaugurado en Venecia en 1792, obra del arquitecto Giannantonio Selva.
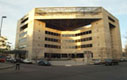
Aspecto exterior del Teatro Argentino de La Plata, en cuya estructura interior se encuentra la sala Alberto Ginastera, un espacio en forma de herradura que mantiene las características de un teatro a la italiana.